# 人口ピラミッド

全世界の人口ピラミッド (2017年)

人口ピラミッド（じんこうピラミッド）とは、男女別に年齢ごとの人口を表したグラフのことである。 中央に縦軸を引き、底辺を0歳にして頂点を最高年齢者として年齢を刻み、左右に男・女別に年齢別の人口数または割合を棒グラフで表した「年齢別人口構成図」のこと。
19世紀以前の世界、もしくは開発途上国においては、出生数が多く徐々に死亡してゆくことにより、年齢を重ねていくごとに人口が少なくなる。その結果三角形のピラミッド状の形になることから、こう呼ばれる。
ただし、日本をはじめとした先進諸国などでは、医療の発達や少子化（少子高齢化）の影響により三角形にならず、釣鐘形を経てつぼ形になるものがみかけられる。

## 見方

アンゴラの人口ピラミッド (2005年)

通常の場合、男性を左側、女性を右側に置く。階級は、0歳・1歳・2歳…と1歳ずつ刻んで表すタイプ、0 - 4歳、5 - 9歳、10 - 14歳…と5歳ごとの固まりにして表すタイプなど、様々なものが存在する。当然、刻みが細かい方が正確性は高い。底辺には人数を表す数直線が書かれることが多い。
0歳から14歳を年少人口、15歳から64歳を生産年齢人口、65歳以上を老年人口という。また年少人口と老年人口を合わせたものを従属人口という。
人口ピラミッドは、単にその地域の年齢別の人口分布を表すだけでなく、社会保障にかかる負担度や将来の人口増減率などを明らかにすることもできる。例えば、単に数字で人口を見ただけではその後の増減は見通せないが、人口ピラミッドの形を見ることによってある程度の予測がつく。同じ1億人強程度の人口を抱える日本とエチオピアを比較した場合、日本は中年から高齢者にかけてボリュームがある形のため、今後死亡数が増加し人口が減少に向かうことが予測できる。一方、エチオピアは子供から若年層にかけてボリュームがある下膨れの形であるため、出生数が死亡数を大きく上回り人口が増加していくことが見通せる。

## 形
人口ピラミッドがどのような形になるかは、その地域に住む人々の経済的な豊かさが強く関係している。

### 自然増減による形の変化

#### 第一段階…富士山型

富士山型の例:マリの人口ピラミッド

いわゆる「多産多死」の人口ピラミッドである。産業革命以前の世界においては、世界中のほぼ全ての地域でこの形であった。当時の世界の経済の総生産は農業の総生産とほとんどイコールであったが、技術が未発達で生産効率が悪く、食料の生産量は農地の面積や気候・環境によって制限されていたため、人口の増加はほとんど発生しないか非常に緩やかなものであった。労働力が多く必要となるので出生率が高いが、衛生環境が悪く栄養が不足しがちなため子供の死亡率が非常に高く、人口ピラミッドは底辺から上に向かうと急激にすぼまってゆく、上図aのような富士山型の形状となる。
今日においても、サブサハラアフリカを中心とした多くの後発開発途上国ではこの形がみられる。サブサハラアフリカ諸国の多くは合計特殊出生率が4.0以上と非常に高く、乳幼児死亡率もやはり高い。ただしこれらの国々においては上記の「人口の増加はほとんど発生しない」という部分が当てはまらないケースが多く、乳幼児死亡率が高い富士山型を維持したまま、ピラミッドの裾野がどんどん広がる形で人口が増加している。

#### 第二段階…ピラミッド型

ピラミッド型の例:フィリピンの人口ピラミッド

18世紀に入るとイギリスを皮切りに産業革命が起こる。製造業や技術が発展したことで食料の生産効率が飛躍的に向上し、医療も進歩したため子供の死亡率が大きく低下した。その結果、社会は「多産少死」となり、人口が急速に増え始める（人口爆発）。人口ピラミッドは上図bのようなピラミッド型となる。
ピラミッド型の人口ピラミッドはフィリピン、パキスタンなどのアジアの新興国、オセアニア諸国、アフリカ諸国に多くみられる。この形はすなわち若年層の割合が多いことを意味しており、経済成長においては非常に有利な形となる（いわゆる人口ボーナス）。
2025年現在、世界全体の人口ピラミッド（冒頭の図参照）はこの第二段階から第三段階へと移行しつつある段階である。

#### 第三段階…釣鐘型

釣鐘型の例:フランスの人口ピラミッド

技術や医療が発達し、子供の死亡率が低下すると、生まれる子供の大半が老年期まで生きられるようになるため、労働力を確保するために子供を多く持つ必要がなくなる。その結果徐々に出生率は低下し、「多産少死」から「少産少死」へと転換する。人口ピラミッドは上図cのような釣鐘型となり、人口の増加が次第に緩やかになる。
この形はアメリカ合衆国やフランスなどの先進国や、トルコやインドネシア、2020年以降のインドなどの一部の新興国でみられる。

#### 第四段階…つぼ型

つぼ型の例:タイ王国の人口ピラミッド

人々が経済的に豊かになると、出生率はさらに低下していく。1970年代に入ると、日本、ドイツ、オーストリア、イタリアなど多くの先進国において、合計特殊出生率が人口維持に必要とされる2.1を大きく下回るようになった。その結果人口ピラミッドは上図dのような、底辺がすぼんだつぼ型になる。この形になると人口はほぼゼロ成長となり、やがては減少へと転じる。
この形は1990年代以降、日本、韓国、シンガポール、一部のヨーロッパ諸国など、先進国で多く見られるようになる。これらの国々は合計特殊出生率が1～1.5程度と低く、少子化が起こっている。
しかし21世紀に入ると、先進国のみならず中国やタイ、メキシコやブラジル、チリといった発展途上国・新興国においても、地域を問わず出生率の急速な低下が起こっており、つぼ型の人口ピラミッドは先進国特有のものではなくなっている。

#### 第五段階

第五段階の例:日本の人口ピラミッド (2050年の予想図)

少子化が続くとやがて高齢化と人口減少が急速に進み、上図eのような高齢世代にボリュームがあり、そこから若くなるにつれて細くなってゆく形の人口ピラミッドとなる。世界で最も高齢化率が高い日本などはすでにこの形に近づきつつある。また将来的には、日本同様平均寿命が長く少子化が続いている韓国や台湾のほか、クロアチア、ギリシャ、スペインといった南欧の国々でもこの形になるとみられている。
NHKの「縮小ニッポンの衝撃」では棺桶型と表現されていた。
第五段階以降については、やがて出生率が回復し再び釣鐘型に近い状態に戻るとする予測と、出生率は回復せず上図eのような形を保ったまま減少が続くとする予測が出されている。ただし国家単位でこの段階に突入したケースは21世紀前半の現時点では未だ存在しないため、断定できない状態である。
経済成長が急速に進むと、段階の移り変わりもより速い。例えば中国・台湾・韓国などの東アジア諸国は、第三段階（釣鐘型）をほとんど経ることなく第四段階（つぼ型）へと変化している。これらの国々は1990年代から2000年代頃にかけての急速な経済成長に伴って出生率も急激に低下し、高齢化率が欧米や日本に比べてまだ低い時期に、すでに年少人口比率は世界最低レベルまで低下した。人口ピラミッドは上端と下部がすぼみ、中央部が大きく膨らんだダイヤのような形になる。これはすなわち生産年齢人口の割合が非常に高いことを意味するが、将来的には生産年齢人口にあるボリュームゾーンが一気に高齢者になるため、高齢化率の急激な上昇による社会保障制度への大きな負担が懸念される。
また、中には北朝鮮やウクライナのように経済的には非常に貧しいにもかかわらず釣鐘型・つぼ型になっている国や、逆にイスラエルのように所得が高くてもピラミッド型を維持している国も存在する。

ウクライナの人口ピラミッド
北朝鮮の人口ピラミッド
イスラエルの人口ピラミッド

### 社会増減による形の変化

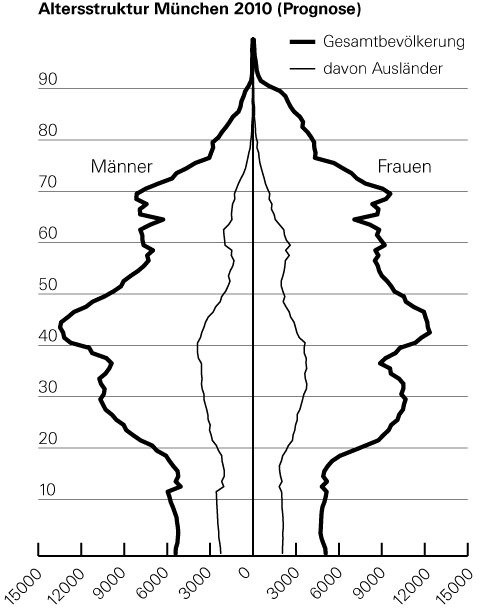
ドイツ・ミュンヘンの人口ピラミッド。20歳以降の人口の流入が多いことが見て取れる。

大きく「人口流入型」と「人口流出型」の2タイプに分類できる。前者は経済活動が活発な地域、後者は前者と比べると経済活動が活発でない地域にみられる場合が多い。

#### 人口流入型
都市部や大学がある街、移民の受け入れに積極的な先進国（特にシンガポールやスイス、ルクセンブルクなどの人口規模が小さい国）などに多くみられる。こういった地域は主に20代～30代の若い世代が流入し、また出生率が比較的低い。その結果、中央やや下部分が大きく膨れたスペードや樹木のような形になる。これを都市型、星型という。

#### 人口流出型

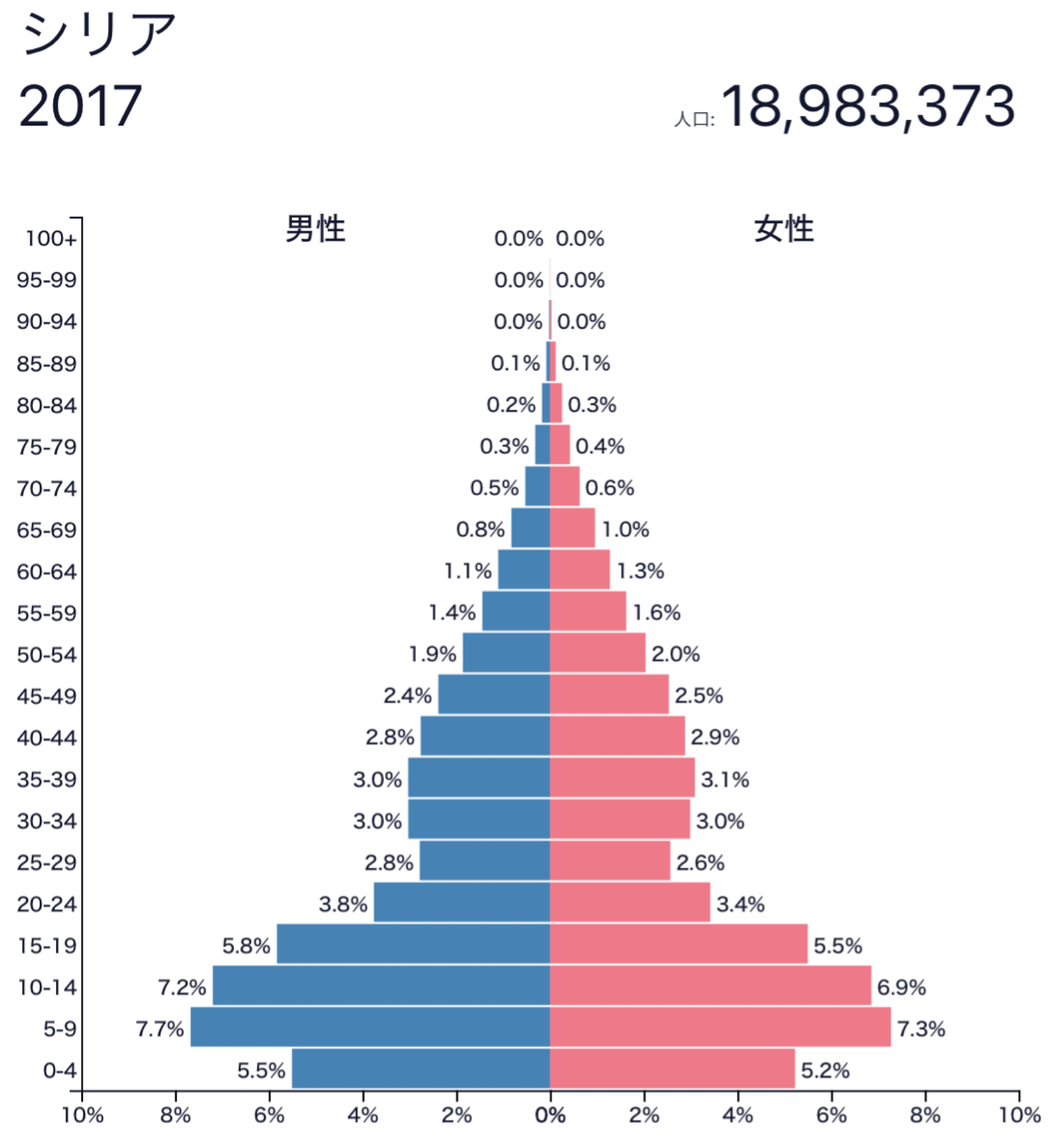
シリアの人口ピラミッド。内戦の影響で20代以降の人口が流出し急激に窄んでいるのが分かる。

田舎に多くみられる。こちらは逆に、若年層がへこんだひょうたんのような形になる。

### その他の形
必ずしも全ての人口ピラミッドが上記の形に当てはまるわけではない。例えばロシアなどは、ソ連崩壊以降の社会的混乱で出生率が急落したものの、その後急速に回復し2015年には1.78まで上昇した（その後は再び下落傾向にある）。その結果ロシアの人口ピラミッドは極端に凹凸が激しい形となっており、上記のいずれにも分類しがたい。
その他にも、カタールやアラブ首長国連邦などの中東の産油国では男性の流入が著しく、男性側のみが大きく膨らんだ極端に左右非対称な形となっている。

ロシアの人口ピラミッド
カタールの人口ピラミッド

## 日本の人口ピラミッド
ベビーブームにより人口が前後よりも多い世代

日本の人口ピラミッド (2023年（令和5年）)

- 1947年（昭和22年）-1949年（昭和24年）生まれ
  - 第一次ベビーブームで出生数は250万人を超える。

- 1971年（昭和46年）-1974年（昭和49年）生まれ
  - 第二次ベビーブームで出生数は200万人を超える。

前後の年と比べて極端に人口が落ち込んでいる世代
- 1939年（昭和14年）生まれ
  - 日中戦争動員による出生減少。

- 1945年（昭和20年）、1946年（昭和21年）生まれ
  - 太平洋戦争終戦による出生減少。

- 1966年（昭和41年）生まれ
  - 丙午（ひのえうま、へいご）の迷信により、子供をもうけるのを避けたり妊娠中絶を行った夫婦が多かった。